# Hypselodoris jacksoni
Hypselodoris jacksoni is een slakkensoort uit de familie van de Chromodorididae. De wetenschappelijke naam van de soort is voor het eerst geldig gepubliceerd in 2007 door N.G. Wilson & Willan.